# 限りなき鋪道
『限りなき鋪道』（かぎりなきほどう）は、1934年に公開された成瀬巳喜男監督の日本映画。
『大阪毎日新聞』『東京日日新聞』に連載された北村小松の同名小説が原作。

## あらすじ
杉子は東京銀座にあるカフェでウェイトレスとして働いていた。
杉子のボーイフレンドの町夫は彼女にプロポーズするが、町夫の家族は彼のために裕福な家庭の女性との結婚を進めた。
杉子はまた、新しいスター女優を探している映画スタジオのタレントスカウトである千葉からアプローチされる。
ぼんやりと通りに足を踏み入れると、山内家の相続人である弘の車に当てられる。 
町夫は杉子が弘の車で連れて行かれるのを見て、弘と付き合っていると信じて町を去った。 
弘は下層階級の娘との付き合いに母親と姉が反対したにもかかわらず、杉子と付き合い始めたが、弘が杉子と結婚することを主張したとき、母親達は結局諦めた。
一方、杉子のルームメイトの袈裟子は、映画スタジオでの仕事にうまく応募した。
杉子は新しい家に不快感を覚え、弘は母親達の妻への明白な抵抗に不満を抱き、頻繁に飲み始める。
杉子が弘の元を去った後、弘は自動車事故に遭い入院した。
病院で杉子は弘の母と姉が彼女を受け入れなかったことを非難した。 
弘は亡くなり、杉子は銀座のカフェの仕事に戻り、映画スタジオを辞めた袈裟子と真吉と再会した。

## キャスト
- 忍節子 - 島杉子 [3]
- 磯野秋雄 - 弟・高一 [3]
- 山内光 - 山内弘 [3]
- 若葉信子 - 姉・高子 [3]
- 葛城文子 - 母 [3]
- 日守新一 - 山村真吉 [3]（画家）
- 香取千代子 - 中根袈裟子 [3]（杉子のルームメイト）
- 結城一朗 - 原田町夫[2]（杉子の婚約者）
- 井上雪子 - 久山淑子 [3]
- 松園富士子 - その友達 [3]
- 谷麗光 - 山内家の家令 [3]
- 荒木貞子 - 喫茶店の女給 [3]
- 六郷清子 - 喫茶店の女給 [3]
- 勝見朗子 - 喫茶店の女給 [3]
- 三井秀男 - 客 [3]
- 阿部正三郎 - バーテン [3]
- 仲英之助 - 医者 [3]
- 突貫小僧 - 給士 [3]
- 坂本武 - 似顔描きの客 [3]
- 笠智衆 - 千葉

## スタッフ
以下のスタッフ名はKINENOTEに従った。
- 監督：成瀬巳喜男
- 原作：北村小松
- 脚本：池田実三
- 撮影：猪飼助太郎

### ギャラリー

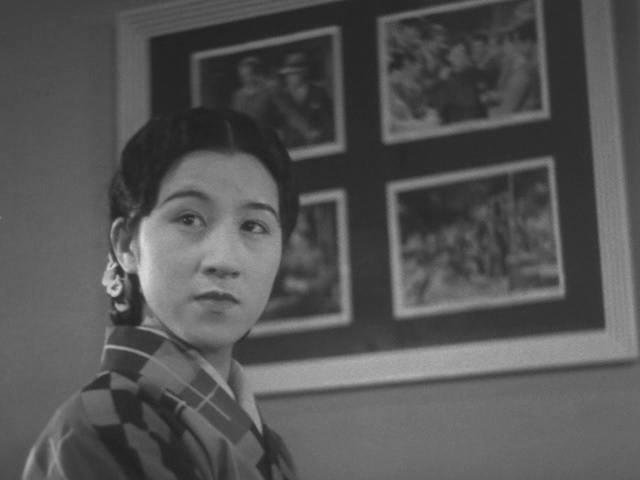
忍節子
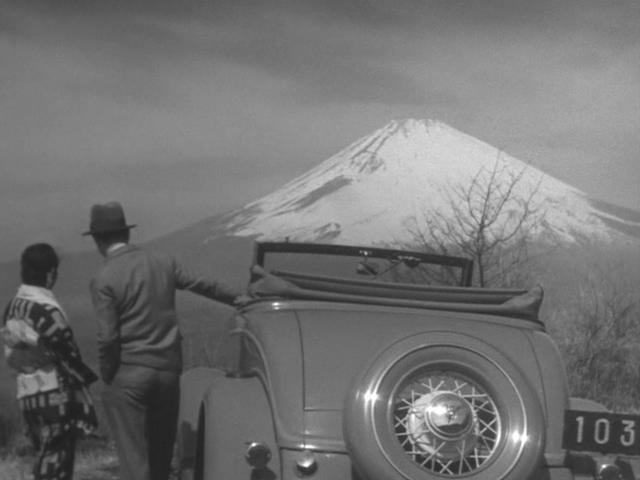
左から 忍節子と山内光
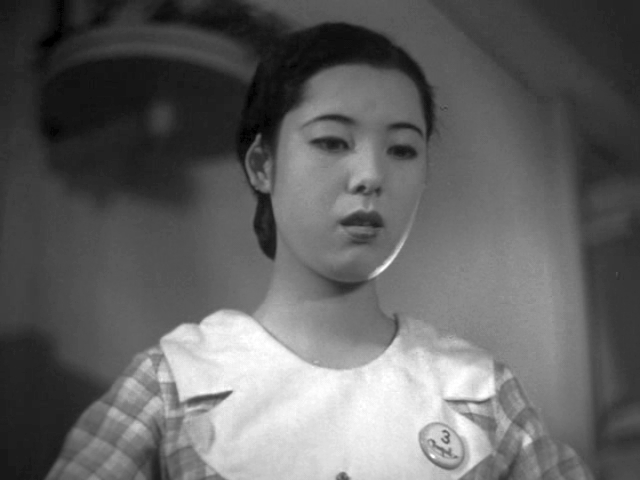
香取千代子
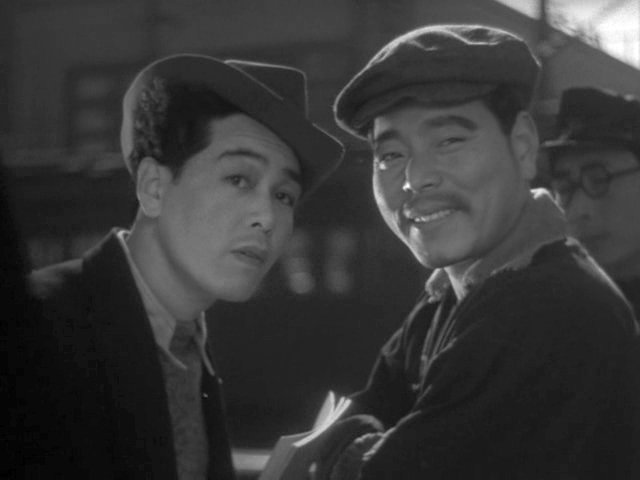
左から 日守新一と坂本武
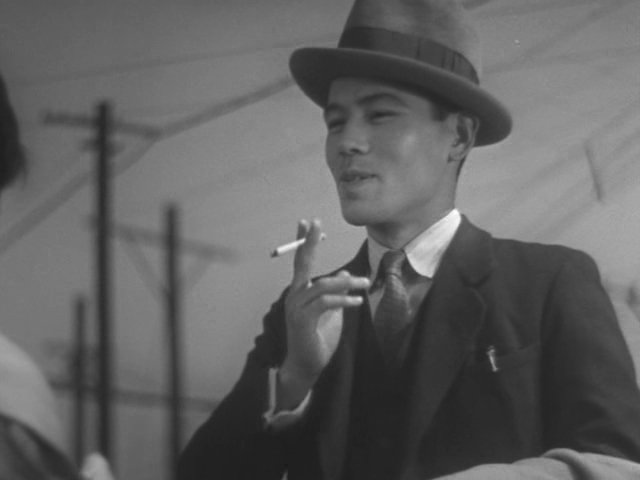
笠智衆